# Marsupella spiniloba
Marsupella spiniloba là một loài Rêu trong họ Gymnomitriaceae. Loài này được R.M. Schust. & Damsh. mô tả khoa học đầu tiên năm 1987.